# ナゴルノ・カラバフ
座標: 北緯39度48分55秒 東経46度45分07秒 / 北緯39.815278度 東経46.751944度

アゼルバイジャン人（水色）とアルメニア人(黄緑色)の分布。アゼルバイジャン人は、ナゴルノ・カラバフの南にあるイラン北西部側に居住していることがわかる

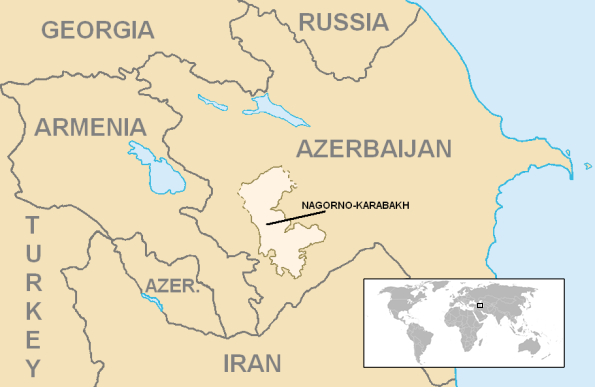
ナゴルノ・カラバフ自治州（1923年 - 1991年）の領域（クリーム色）

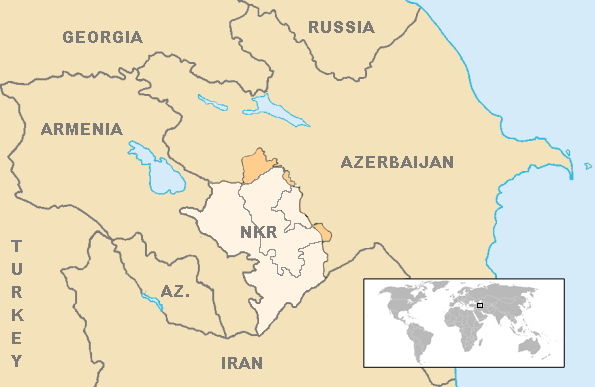
「アルツァフ共和国」（クリーム色）、及びアルツァフ共和国が領有権を主張していたアゼルバイジャン共和国実効支配地域（オレンジ色）の領域（1994年 - 2020年）

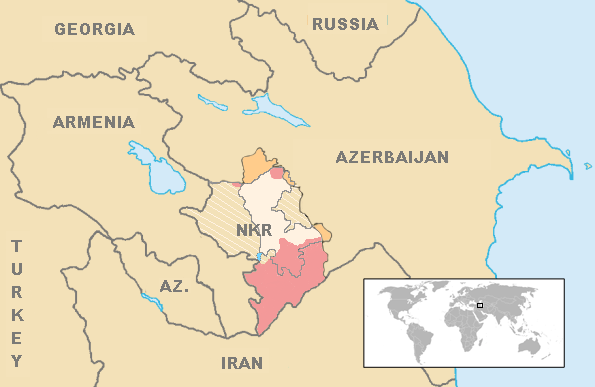
2020年から2023年までの「アルツァフ共和国」（NKR）の領域（クリーム色）。桃色は2020年ナゴルノ・カラバフ紛争におけるアゼルバイジャン共和国の占領地、斜線部は停戦協定でNKRからアゼルバイジャン共和国へ返還された地域。

ナゴルノ・カラバフ（アルメニア語: Լեռնային Ղարաբաղ, ラテン文字転写: Leṙnayin Ġarabaġ, アゼルバイジャン語: Дағлыг Гарабағ, ラテン文字転写: Dağlıq Qarabağ, ロシア語: Нагорный Карабах, ラテン文字転写: Nagorniy Karabakh）は、アゼルバイジャン共和国の西部にある地域。ソビエト連邦時代はナゴルノ・カラバフ自治州が設置されていた。

## 名称について
「カラバフ」という名は地域中部の山岳地帯に当たり、「黒い庭」を意味するアゼルバイジャン語をロシア語で表した言葉である。
「ナゴルノ・カラバフ」という呼称は、カラバフ地方の東部山岳地方に対してロシア語でナゴールヌィ・カラバフ（Нагорный Карабах, 高地カラバフ）と名付けられたことが元になっており、「山地の黒い庭」を意味する。現地のアルメニア語やアゼルバイジャン語には基づいていない。
また、アルメニア人が使う呼称としてアルツァフ（アルメニア語: Արցախ）があるが、これはかつてナゴルノ・カラバフを治めていた紀元前に存在したアルメニア王国のアルツァフ州や10世紀に建国されたアルツァフ王国に由来する。アルツァフ自体の語源は、アルメニア王アルタクシアス1世に由来する。

## 概要
ソビエト連邦崩壊後は国際的にはアゼルバイジャン共和国の一部とされているが、アルメニア人が多く居住しており、隣国アルメニアとアゼルバイジャンの対立の火種となっている。ナゴルノ・カラバフ戦争最中の1991年9月2日に「アルツァフ共和国」（別称「ナゴルノ・カラバフ共和国」）としてアゼルバイジャンからの独立を宣言したが、国際連合加盟国から国家の承認は得られていない。
アルツァフは1991年以降アゼルバイジャンから事実上独立していたが、いくつかの大規模な軍事衝突と封鎖の後、2023年9月にアゼルバイジャンの攻撃を受けて降伏した。アルツァフ政府と10万人以上のアルメニア人はアルメニアへ脱出し、アゼルバイジャンが全域の支配を取り戻した。

## 住民
ナゴルノ・カラバフ自治州時代の1989年ソ連国勢調査によると総人口は189,085人で、その内アルメニア人が145,450人（76.9%）、アゼルバイジャン人が40,688人（21.5%）であった。第一次ナゴルノ・カラバフ戦争時にアゼルバイジャン人は脱出し、2005年アルツァフ国勢調査では総人口137,737人の内、アルメニア人が137,380人で99.7%を占めた。2023年9月のアルツァフ降伏により10万人以上のアルメニア人が脱出し、10月3日時点でステパナケルトには病人、障害者、高齢者など数百人しか残っていない。
一方アゼルバイジャン領に復帰した地域には、2023年10月時点で約2,000人のアゼルバイジャン人が再定住している。アゼルバイジャン政府は2027年までに約15万人がナゴルノ・カラバフに移住する計画を立てている。

## 地理
面積は約4,400平方キロメートルで、中心都市はステパナケルト。アルメニア高原の東端に位置し、3,000メートル級の山地に囲まれ、標高1,000 - 2,000メートルの高地にある。クラ川やアラクス川の流域を見下ろす地である。森林に恵まれ、高地には高山性植物が群生している。人口は約14万7000人で、その9割以上がアルメニア人系である。

## 歴史
ナゴルノ・カラバフを含むカラバフは、古くからアゼルバイジャン人とアルメニア人による領土紛争の舞台となっており、ロシア帝国崩壊後に両民族がアルメニア第一共和国とアゼルバイジャン民主共和国を建国すると遂には軍事衝突（アルメニア・アゼルバイジャン戦争）にまで発展した。その後、両者は労農赤軍（ソ連軍）の圧力によって1920年末までに共産化し、ソ連の構成体であるアルメニア社会主義ソビエト共和国とアゼルバイジャン社会主義ソビエト共和国になった。だが、アルメニアがソ連の構成体となる時にロシア・ソビエト連邦社会主義共和国がナゴルノ・カラバフとシュニク地方をアゼルバイジャンに割譲することを提案すると、追放されたアルメニア革命連盟が反ボリシェヴィキ運動を激化させ、1921年4月26日にはナゴルノ・カラバフを含むアルメニア南部において山岳アルメニア共和国の独立を宣言したが、赤軍との熾烈な戦闘の末に同年7月13日に消滅した。
帰属が確定したのは共産化の翌年である1921年7月4日のことで、現地のボリシェヴィキによる国境画定交渉によってナゴルノ・カラバフはアルメニア領とされた。しかしアゼルバイジャン側は猛反発し、翌日にはアゼルバイジャンへの帰属として決定が覆されてしまった。こうしてアゼルバイジャン領となったナゴルノ・カラバフのアルメニア人には自治権が与えられることとなり、1923年7月7日に当時のソ連邦共産党書記長であったヨシフ・スターリンがアゼルバイジャンに帰属する自治州であることを確定させ、アゼルバイジャン内の自治州としてナゴルノ・カラバフ自治州が設置された。民族を混在させることでソ連内の火種であった民族主義を弱体化させる狙いがあったとみられるが、結果的に民族主義は解体できなかった。
自治州成立後もアルメニア人はソ連の政局が変わる度にアルメニアへの編入を求めた。1985年にミハイル・ゴルバチョフが共産党書記長に就任してペレストロイカなどの自由化政策が開始されるとアルメニアへの編入運動は一層大きくなった。1988年以降、アルメニアとアゼルバイジャンは衝突し始めた。ソ連崩壊後に民族主義は再燃し、ナゴルノ・カラバフ自治州はアルメニアへの合流を求めてアルツァフ共和国（ナゴルノ・カラバフ共和国）として1991年9月2日に独立宣言を発し、1990年代のナゴルノ・カラバフ戦争にまで発展した。この戦争で約3万人が死亡、推定100万人が避難した。1994年の停戦後、アルメニア側が、北部と東部の一部を除くナゴルノ・カラバフの大半と、アルメニアとの間に挟まれた地域（ラチン回廊など）を含む周辺は、ナゴルノ・カラバフ外の東側の一部を含めて実効支配するに至った。
その後も膠着状態は続き、軍事衝突（2014年アルメニア-アゼルバイジャン紛争、 2016年ナゴルノ・カラバフ紛争 -4日間戦争（英語: Four-Day War）とも、2020年7月アルメニア-アゼルバイジャン紛争）も断続的に発生していたが、2020年の大規模な衝突でアルメニア側は実効支配地域を多く失った。2020年紛争で領土を大きく減らしたものの、その後も独立状態を保った。この地域の近隣には、アゼルバイジャン側のカスピ海からジョージアに向けた石油と天然ガスを輸出するパイプラインがあり、2020年ナゴルノ・カラバフ紛争に至る対立・衝突は世界経済にも影響を与えた。
2023年、再度軍事衝突が起き、アルツァフ共和国系が事実上敗北、アルツァフのサンベル・シャフラマニャン大統領は「共和国の全ての行政機関を解散し、2024年1月1日までに存在を停止する」との「大統領令」を発表した（後にシャフラマニャンは大統領令を否定し、アルツァフ解散は撤回された）。アルツァフ政府と10万以上のアルメニア人はアルメニアへ脱出し、代わってアゼルバイジャン軍が各地に進駐した。10月に入りアゼルバイジャンのイルハム・アリエフ大統領はナゴルノ・カラバフを訪問し、15日にはアルツァフの「首都」であったステパナケルトのアルツァフ大統領府前にアゼルバイジャン国旗を掲げた。また17日にはナゴルノ・カラバフ問題の解決を宣言した（2023年ナゴルノ・カラバフ衝突）。
アゼルバイジャンは人種的に近いトルコの支援を受ける一方、アルメニアはロシアの軍事基地を後ろ盾に持つ。そして、トルコとアゼルバイジャンがイスラム教国、ロシアとアルメニアがキリスト教国であることも事態を複雑化させていたとされる。

## 交通
第一次ナゴルノ・カラバフ戦争以降、アゼルバイジャン本土とは切り離されていた。戦争によって大きな被害を受けたが、アゼルバイジャンは奪還した地域に対して多額の資金（2023年度は31億ドル）を投入し、インフラの再整備を行っている。
- 道路
  - ゴリス＝ステパナケルト高速道路 - ラチン回廊を通過
  - ヴァルテニス（ロシア語版）＝マルタケルト（ロシア語版）高速道路 - 2017年開通[17]

- 鉄道
  - ステパナケルト＝イェブラフ（英語版）線 - ソビエト連邦時代に開通、第一次ナゴルノ・カラバフ戦争により廃線[18]

- 空港
  - ステパナケルト空港（英語版）（ステパナケルト） - ナゴルノ・カラバフ戦争により閉鎖[19]
  - フィズリ国際空港（英語版）（フィズリ（英語版）） - アゼルバイジャンが2020年紛争で同地を奪還後に建設、2021年開港[6]
  - ザンギラン国際空港（英語版）（ザンギラン（英語版）） - 同上、2022年開港[6]
  - ラチン国際空港（英語版）（ラチン（英語版）） - 同上、2024年2月時点で建設中[6]